# Kabupaten Aceh Timur
Kabupaten Aceh Timur (indonesiska: Aceh Timur) är ett kabupaten i Indonesien.   Det ligger i provinsen Aceh, i den västra delen av landet, 1 600 km nordväst om huvudstaden Jakarta. Antalet invånare är 379 455. Arean är 6 286 kvadratkilometer.
Terrängen i Kabupaten Aceh Timur är varierad.